# Ангел Гергов
Ангел Христов Гергов е български интербригадист, деец на БКП.

## Биография
Роден е на 14 август 1895 г. в град Ихтиман. От 1915 г. е член на БКП. Участва в Септемврийското въстание от 1923 г., за което е осъден на смърт. Лежи в затвора от 1925 до 1936 г. Между 1937 и 1939 г. е интербригадист в Испания. След разгрома на републиканската армия попада в лагер във Франция, където остава до 1941 г. След 9 септември 1944 г. е назначен първоначално за политически представител в пета армия, а след това до 1 декември 1944 г. е помощник-командир на Морски войски.

## Памет
На Ангел Гергов е наречена улица в квартал „Лозенец“ в София (Карта).